# Larbroye
Larbroye település Franciaországban, Oise megyében. Lakosainak száma 511 fő (2022. január 1.). Larbroye Noyon, Passel, Suzoy, Vauchelles és Ville községekkel határos.

## Népesség
A település népességének változása:
| Lakosok száma | 494  | 503  | 516  | 510  | 514  | 514  | 516  | 516  | 511  |
|               | 2013 | 2015 | 2016 | 2017 | 2018 | 2019 | 2020 | 2021 | 2022 |